# Pétur Pétursson
Pétur Pétursson   (Akranes, 27 de juny de 1959) és un exfutbolista islandès de la dècada de 1970.
Fou 41 cops internacional amb la selecció islandesa.
Pel que fa a clubs, fou jugador de ÍA, Feyenoord Rotterdam, RSC Anderlecht, Royal Antwerp FC, Hèrcules CF, KR i Tindastóll.
Trajectòria com a entrenador:
- 1994-1995: Keflavík
- 1995-1996: Víkingur
- 2000-2001: KR
- 2007-2011:  Islàndia (assistent)
- 2008-2014: KR (assistent)
- 2015: Fram